# 墨爾本濱海港區

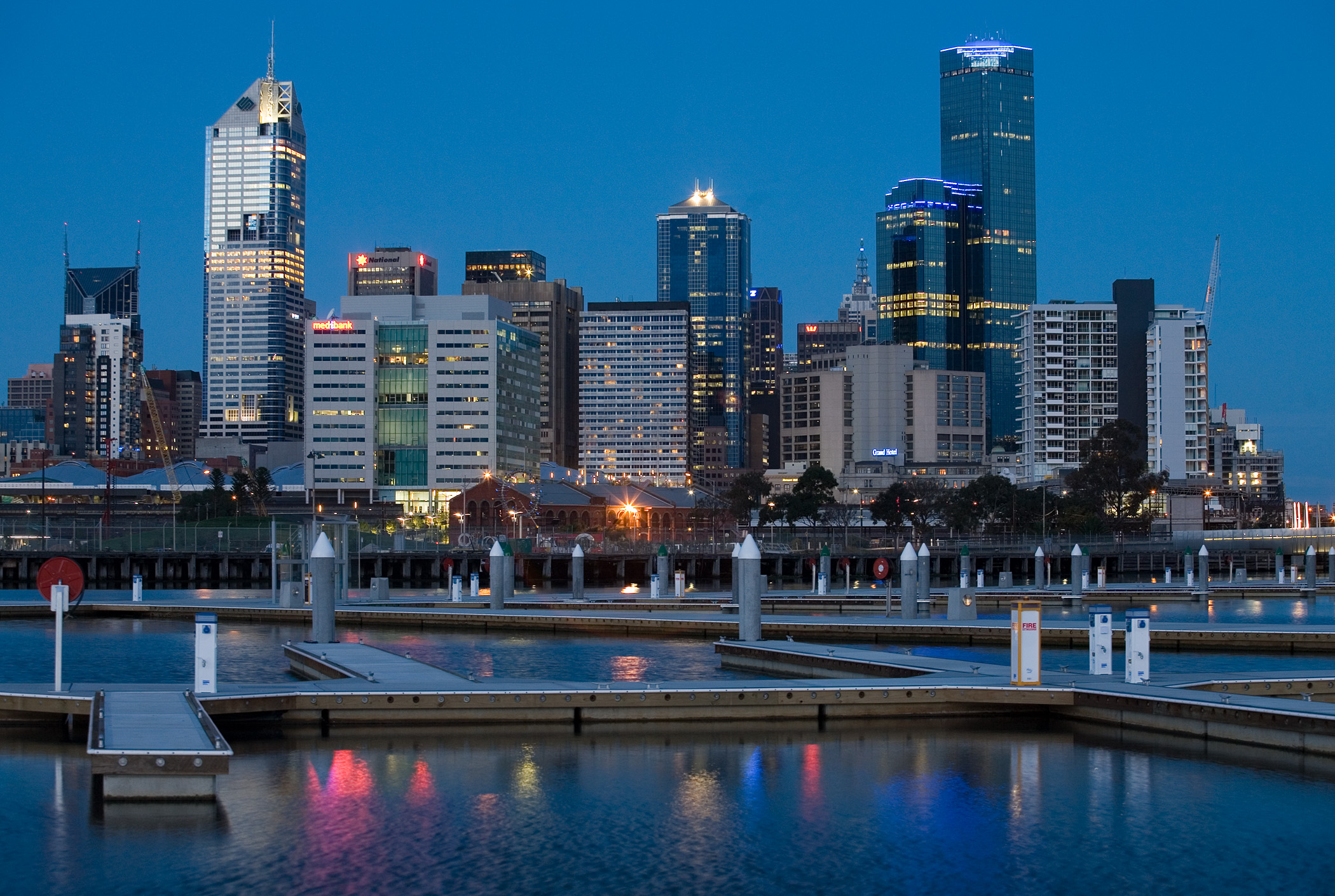
墨爾本濱海港區亦是商業中心之一

墨爾本碼頭（Melbourne Docklands）是澳洲維多利亞州墨爾本的一個沿海區域。